# Claus Dieter Clausnitzer

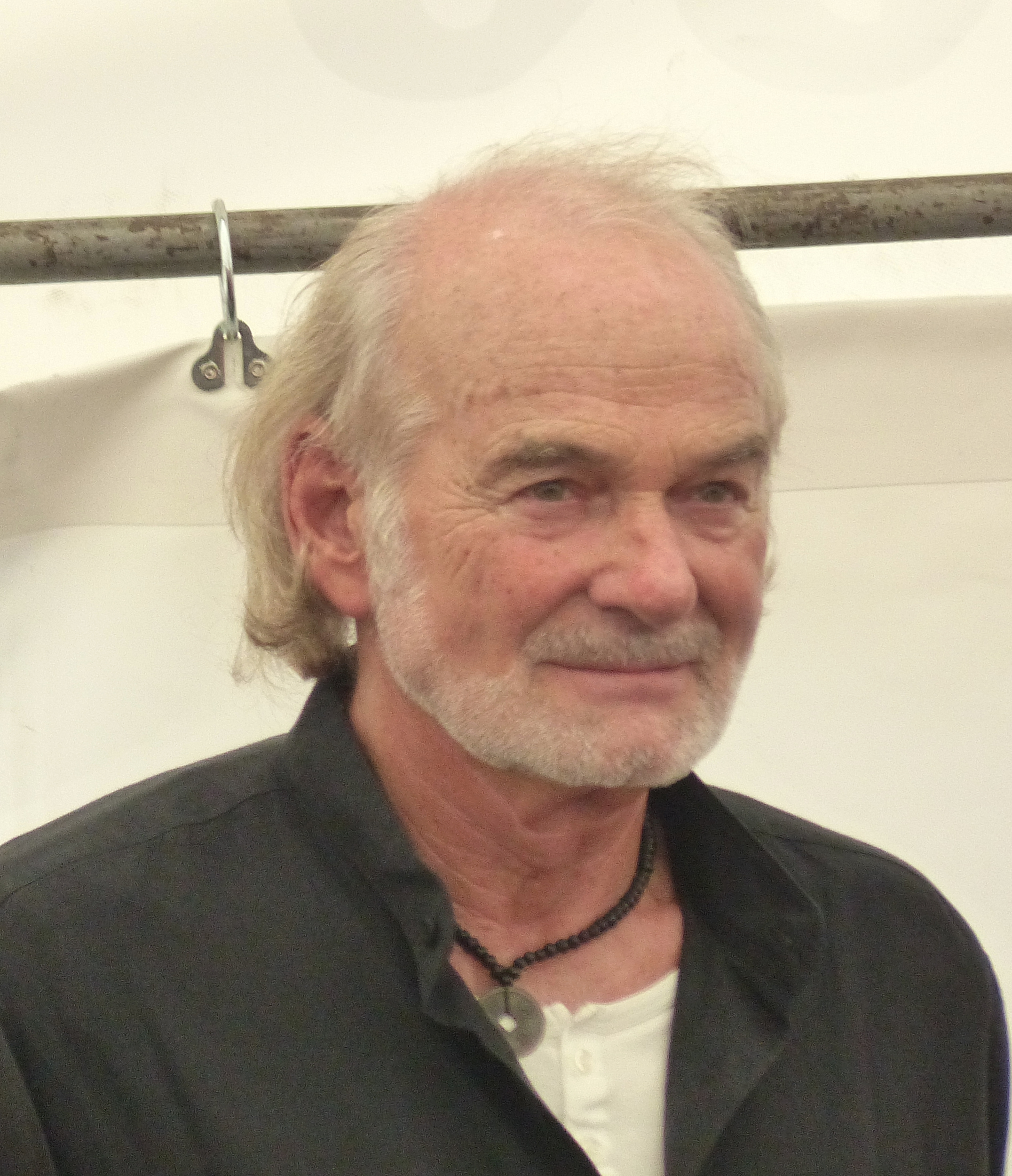
Claus Dieter Clausnitzer (2013)

Claus Dieter Clausnitzer (* 15. Januar 1939 in Saarbrücken) ist ein deutscher Schauspieler, Musiker und Synchronsprecher.

## Leben und Wirken

### Ausbildung und Theaterarbeit
Clausnitzer absolvierte sein Schauspielstudium an der Neuen Münchner Schauspielschule. Seine Engagements und Gastspiele führten ihn unter anderem an das Residenztheater München, das Theater St. Gallen, das Deutsche Theater Göttingen, das Theater Bremen, das Schauspielhaus Bochum und das Theaterlabor George Tabori. Er trat bei den Ruhrfestspielen Recklinghausen, den Kreuzgangspielen Feuchtwangen, den Burgfestspielen Würzburg und den Sommerspielen Innsbruck auf. Von 1976 bis 2010 gehörte Clausnitzer zum Ensemble des Schauspiels Dortmund. Das Theater Dortmund ehrte ihn im Jahr 2007 mit dem Titel Kammerschauspieler.
Im Jahr 1988 spielte er die Rolle des Schlomo Herzl in der deutschen Erstaufführung des Dramas Mein Kampf am Schauspiel Dortmund.
Clausnitzer leitete zwei Jahre lang die Studiobühne der Neuen Münchner Schauspielschule.

### Fernseharbeit
1976/77 trat Clausnitzer in drei Sketchen von Loriots Sendereihe Loriot auf. In Der Lottogewinner und Die Sahnetorte spielte er jeweils einen genervten Regisseur, in Herrenmoden war er als Kunde eines Herrenbekleidungsgeschäfts zu sehen. 1997 hatte er eine kleine Nebenrolle in der zweiten Ballauf-und-Schenk-Tatort-Folge Bombenstimmung. Seit Oktober 2002 ist er regelmäßig als Vater des Hauptkommissars Frank Thiel (Axel Prahl) im WDR-Tatort Münster zu sehen. Von Dezember 2012 (Folge 1401) bis Mai 2025 (Folge 4160) spielte er mit teils längeren Unterbrechungen in der täglich ausgestrahlten ARD-Telenovela Rote Rosen den Ex-Schuhmacher und Ex-Rockgitarristen Hannes Lüder.
Daneben ist Clausnitzer auch als Synchronsprecher tätig.

### Privates
Clausnitzer wohnt in Dortmund und ist Anhänger von Borussia Dortmund.
Im Herbst 2020 unterstützte er die Aufklärungskampagne des deutschen Hanfverbandes Promis für Legalisierung und wird dort zitiert mit „Ne fette Cannabis-Steuer und alle sind glücklich“.

## Filmografie
- 1968: Antigone
- 1975: Berlinger
- 1976–1977: Loriot I–III (Comedy-Serie)
- 1982: Hambacher Frühling
- 1987: Ein Fall für TKKG (Fernsehserie, Folge: Gangster auf der Gartenparty)
- 1987: Der Unsichtbare
- 1989: Schwarzenberg
- 1993: Maus und Katz
- 1995: Der Sandmann
- 1995: Balko (Fernsehserie, 1 Folge)
- 1996: Tödliche Wende
- 1997: Tatort: Bombenstimmung (Fernsehreihe)
- 1998–2001: Die Wache (Fernsehserie, 3 Folgen, verschiedene Rollen)
- 1998: Freundinnen & andere Monster
- 1998: Die Mädchenfalle – Der Tod kommt online
- 1999: SK Kölsch (Fernsehserie, Folge: Eine brandheiße Frau)
- 1999: Die Todesgrippe von Köln
- 2000: Die Rettungsflieger (Fernsehserie, Folge: Nachwuchs im Team)
- 2000: Die Motorrad-Cops – Hart am Limit (Fernsehserie, 1 Folge)
- 2000: Oi! Warning
- 2001: Lindenstraße (Fernsehserie, 2 Folgen)
- 2002: Im Namen des Gesetzes (Fernsehserie, 1 Folge)
- 2002: Der kleine Mönch (Miniserie)
- seit 2002: Tatort (Fernsehreihe, siehe Thiel und Boerne)
- 2003: Doppelter Einsatz (Fernsehserie, Folge: Heiße Fracht)
- 2003: Das Wunder von Lengede
- 2003–2015: SOKO Köln (Fernsehserie, 3 Folgen, verschiedene Rollen)
- 2004: Alphateam – Die Lebensretter im OP (Fernsehserie, 1 Folge)
- 2004: Drechslers zweite Chance
- 2004: Mit Herz und Handschellen (Fernsehserie, 1 Folge)
- 2005: Leben mit Hannah
- 2005: Sonntag (Kurzfilm)
- 2006: Alles was zählt (Fernsehserie, 2 Folgen)
- 2007: Contergan
- 2007–2023: In aller Freundschaft (Fernsehserie, 3 Folgen, verschiedene Rollen)
- 2007: Gegenüber
- 2008: Das Kabinett (Kurzfilm)
- 2009: Vulkan
- 2010: SOKO Leipzig (Fernsehserie, Folge: Das Geisterhaus)
- 2010: Schenk mir dein Herz
- 2011–2015: Knallerfrauen (Comedy-Serie)
- 2012–2025: Rote Rosen (Fernsehserie)
- 2013: SOKO Wismar (Fernsehserie, Folge: Als der Fremde kam)
- 2015: Küstenwache (Fernsehserie, Folge: Euphorin)
- 2015–2019: Meuchelbeck (Fernsehserie, alle Folgen)
- 2016: Die Rosenheim-Cops (Fernsehserie, Folge: Tödliche Laster)
- 2018: Die Martina Hill Show (Comedy-Serie)
- 2023: Bus (Kurzfilm)

## Hörspiele
- 1992: Werner Schmitz: Schön war die Zeit – Regie: Hein Bruchl (Kriminalhörspiel – WDR)
- 2005: Karlheinz Koinegg: Ritter Artus und die Ritter der Tafelrunde (Kranker Ritter) – Regie: Angeli Backhausen (Kinderhörspiel (6 Teile) – WDR)
- 2009: Hundert Kilometer Emschergeschichten, Musik & Regie: Frank Fröhlich, Goldmund Hörbücher ISBN 978-3-939669-14-2
- 2009: Robert Erskine Childers: Das Rätsel der Sandbank – Regie: Boris Heinrich (WDR)
- 2012: Point Whitmark (Hörspielreihe), Folge 35 Verirrt im Spinnenwald; Rolle: Restauranttester „Basil Cricket“

## Auszeichnungen
- 1990: NRW-Schauspielerpreis für die Titelrolle in Tankred Dorsts Drama Korbes